# Jo Byung-gyu
Jo Byung-gyu (hangul: 조병규, RR: Jo Byeong-gyu), es un actor surcoreano.

## Biografía
Estudió en el Instituto de las Artes de Seúl, donde se graduó del departamento de actuación.
En febrero del 2019 comenzó a salir con la actriz Kim Bo-ra, sin embargo en agosto del 2020 se anunció que la relación había terminado.

## Carrera
Es miembro de la agencia "HB Entertainment".
En 2015 se unió al elenco recurrente de la serie Who Are You: School 2015, donde interpretó a Byung-gyu, un miembro de la clase 2-3.
En el 2016 se unió al elenco de la película Life Risking Romance, donde dio vida a Seol Rok-hwan, de adolescente. El actor Chun Jung-myung interpretó al oficial de la policía Rok-hwan de adulto, mientras que el actor Choi Ro-woon dio vida a Rok-hwan de pequeño.
También realizó una aparición especial en la serie A Beautiful Mind, donde interpretó al hermano de Gye Jin-sung (Park So-dam).
Ese mismo año apareció en la serie The K2, donde interpretó a un empleado de tiempo parcial.
En el 2017 se unió a la serie Queen for Seven Days, donde dio vida a Baek Suk-hee, de joven, uno de los amigos del joven príncipe Lee Yeok (Baek Seung-hwan) quien más tarde se convertiría en el Rey Jungjong (Yeon Woo-jin). El actor Kim Min-ho interpretó a Suk-hee de adulto.
En septiembre del mismo año se unió al elenco recurrente de la serie Girls' Generation 1979, donde interpretó a Lee Bong-soo, el hermano gemelo de Lee Jung-hee (Bona).
En 2017 interpretó el personaje del joven Kang Pil-joo en la serie Money Flower.
En el 2018 se unió al elenco recurrente de la serie Radio Romance, donde dio vida a Go Hoon-jung, un miembro de la estación de radio y el asistente del director del programa de radio de Geu Rim (Kim So-hyun).
En agosto del mismo año se anunció que se unió al elenco de la película web Dokgo Rewind donde dio vida al estudiante Kim Jong-il, un amigo leal, que junto a sus dos mejores amigos Kang Hyuk (Sehun) y Pyo Tae-jin (Ahn Bo-hyun) luchan contra la violencia escolar.
En marzo del 2019 se unió al elenco de la serie He Is Psychometric, donde interpretó a Kang Sung-mo de joven. Papel interpretado por el actor Kim Kwon de adulto.
El 13 de diciembre del mismo año se unió al elenco principal de la serie Hot Stove League (también conocida como "Stove League"), donde dio vida a Han Jae-hee, un compañero de trabajo de Se-young en "Operations Team" y el encargado de las comunicaciones del equipo, hasta el final de la serie el 14 de febrero del 2020.
El 28 de noviembre del 2020 se unió al elenco principal de la serie The Uncanny Counter (también conocida como "Amazing Rumor"), donde interpretó a So-moon, el miembro más joven del equipo de cazadores de demonios conocido como "Counters", hasta el final el 24 de enero de 2021.
En enero de 2021 se anunció que estaba en pláticas para unirse al elenco principal de la serie Secret Royal Inspector Joy, de podría dar vida a Ra Yi-eon (Ryan), sin embargo en marzo del mismo año se anunció que el papel se le había ofrecido a Ok Taecyeon. más tarde se anunció que ya no participaría en el programa.
Aunque en febrero del mismo año se anunció que se uniría como parte del elenco del nuevo programa Come Back Home (también conocida como "Happy Together Come Back Home"), junto a Yoo Jae-suk, más tarde se anunció que ya no participaría en el programa.
En junio se anunció que estaba en pláticas para unirse al elenco principal de la serie History of Losers, de aceptar podría interpretar a Seo Min-ki, un estudiante de primer año de la universidad que se especializa en literatura coreana y que a veces realiza acciones audaces.

## Filmografía

### Series de televisión
| Año           | Título                   | Personaje               | Notas        | Ref.   |
| ------------- | ------------------------ | ----------------------- | ------------ | ------ |
| 2015          | Who Are You: School 2015 | Byung-gyu               |              |        |
| 2015          | Riders: Catch Tomorrow   | Kim Min-joong           |              |        |
| 2016          | A Beautiful Mind         | Hermano de Jin-sung     |              |        |
| 2016          | The K2                   | Empleado                |              |        |
| 2017          | Money Flower             | Kang Pil-joo (de joven) |              | [ 13 ] |
| 2017          | Queen for Seven Days     | Baek Suk-hee (de joven) |              |        |
| 2017          | Age of Youth 2           | Jo Chung-han            |              |        |
| 2017          | Girls' Generation 1979   | Lee Bong-soo            |              |        |
| 2018          | Radio Romance            | Go Hoon-jung            |              |        |
| 2018          | Time                     | Kim Bok-kyu             |              |        |
| 2018-19       | Sky Castle               | Cha Ki-joon             |              |        |
| 2019          | He Is Psychometric       | Kang Sung-mo (de joven) |              |        |
| 2019          | Arthdal Chronicles       | Satenic                 |              |        |
| 2019-20       | Hot Stove League         | Han Jae-hee             | 16 episodios |        |
| 2020-presente | The Uncanny Counter      | So-moon                 | 28 episodios | [ 27 ] |

### Películas
| Año  | Título                       | Personaje                      | Notas                                                                                         | Ref.          |
| ---- | ---------------------------- | ------------------------------ | --------------------------------------------------------------------------------------------- | ------------- |
| 2014 | Slow Video                   | -                              | junto a Cha Tae-hyun, Nam Sang-mi y Oh Dal-soo                                                |               |
| 2016 | Life Risking Romance         | Seol Rok-hwan (de adolescente) | junto a Ha Ji-won, Chun Jung-myung, Kim Won-hae y Chen Bolin                                  |               |
| 2018 | Dokgo Rewind                 | Kim Jon-gil                    | junto a Oh Se-hun, Kang Mi-na, Ahn Bo-hyun y Jang Eui-soo                                     |               |
| 2019 | Idol                         | Goo Yo-han                     | junto a Han Suk-kyu, Sol Kyung-gu y Chun Woo-hee, Jeon Jin-ki, Yoo Seung-mok y Hyun Bong-shik | [ 28 ]        |
| 2019 | Miss & Mrs. Cops             | Detective Hyun                 | junto a Lee Sung-kyung, Ra Mi-ran, Yoon Sang-hyun, Ahn Jae-hong, Wi Ha-joon y Kim Do-wan      | [ 29 ]        |
| 2022 | Millionaire Killer           | -                              |                                                                                               | [ 30 ]        |
| 2022 | Even If I Die, One More Time | Jeon Woo-seok                  | junto a Koo Jun-hoe                                                                           | [ 31 ] [ 32 ] |

### Programa de variedades
| Año  | Título                              | Notas                                 |
| ---- | ----------------------------------- | ------------------------------------- |
| 2019 | Happy Together                      | 2 episodios - (ep. #17-18) - invitado |
| 2019 | I Live Alone                        | [ 34 ] [ 35 ]                         |
| 2019 | Naturally                           | miembro                               |
| 2020 | Running Man                         | (ep. #494) - invitado                 |
| 2020 | Knowing Bros (Ask Us Anything)      | (ep. #257) - invitado                 |
| 2021 | Hangout with Yoo (How Do You Play?) | invitado                              |
| 2021 | Busted! 3                           | invitado                              |
| 2021 | Amazing Saturday (DoReMi Market)    | invitado                              |

### Revistas / sesiones fotográficas
| Año  | Título           | Notas                                            |
| ---- | ---------------- | ------------------------------------------------ |
| 2021 | Cine 21 Magazine | junto a Yoo Jun-sang, Yeom Hye-ran y Kim Sejeong |

## Premios y nominaciones
| Año  | Premio               | Categoría            | Trabajo          | Resultado |
| ---- | -------------------- | -------------------- | ---------------- | --------- |
| 2020 | 28th SBS Drama Award | Best New Actor Award | Hot Stove League | Ganó      |